# Згонче
Згонче (словен. Zgonče) — поселення в общині Велике Лаще, Осреднєсловенський регіон, Словенія. 
Висота над рівнем моря: 759,1 м.